# Аренберг, Жан де Линь
Жан де Линь (фр. Jean de Ligne; 1525 — 23 мая 1568, Хейлигерле), граф, затем князь д'Аренберг и Священной Римской империи — военный и государственный деятель Габсбургских Нидерландов, основатель линии д'Аренберг дома де Линь.

## Биография
Начал военную карьеру, получив 16 мая 1543 под командование роту кавалерии.
В январе 1546 на капитуле в Утрехте принят императором Карлом V в число рыцарей ордена Золотого руна.
В том же году император приказал Максимилиану ван Эгмонту собрать 12 тыс. пехоты и 5 тыс. всадников для войны с протестантами в Германии. Эгмонт назначил Жана де Линя одним из своих лейтенантов. Бельгийский корпус прибыл на соединение с императорскими войсками в Ингольштадт и принял участие в кампании. В том же году благодаря браку приобрёл титул графа д'Аренберга.
23 сентября 1548 граф ван Бюрен умер в Брюсселе, а 1 января 1549 Карл V назначил Аренберга его преемником на постах губернатора Фрисландии, Оверэйссела, Гронингена и Дренте, и передав ему ордонансовую роту из пятидесяти тяжеловооружённых всадников и ста стрелков. Таким образом император исполнил волю покойного военачальника, называвшего Аренберга своим братом по оружию, и назначившего его своим душеприказчиком.
В 1549 году в Нидерланды прибыл принц Филипп, который, в качестве будущего суверена, должен был принять присягу в провинциях. Для исполнения этих формальностей наследнику предстояло турне по всем провинциям. Прибыв в Девентер, он был инаугурирован штатами Оврэйссела, но сезон был слишком поздним для продолжения поездки, и Филипп уполномочил Аренберга представлять его особу во Фрисландии, Гронингене и Дренте, дав 31 октября 1549 необходимые полномочия.
Император, приняв землю и сеньорию Линген, входившую в наследство Максимилиана ван Эгмонта, в сентябре 1551 добавил её к губернаторствам Аренберга. Вскоре, с началом Восьмой Итальянской войны французы вторглись в Нидерланды, и Генрих II атаковал Люксембург. Губернатор провинции граф фон Мансфельд в это время отсутствовал, и правительница Нидерландов королева Мария в мае 1552 направила Аренберга для обороны германской четверти, а графа де Лалена — для защиты четверти валлонской. Между тем Менсфельд вернулся в своё губернаторство, и Жан де Линь получил новое назначение. Ему было поручено собрать армейский корпус для усиления войск, с которыми император форсировал Рейн; 4 августа 1552 Аренберг был назначен маршалом и получил под непосредственное командование конный дивизион из 700 всадников. До конца кампании Аренберг находился при императоре, безуспешно осаждавшем Мец, а в 1553—1555 годах командовал пехотным полком.
В период отречения Карла V провинции Фрисландия, Оверэйссел, Гронинген и Линген, оберегавшие свои привилегии, не захотели отправлять депутатов на Генеральные штаты для участия в церемонии передачи власти; Карл 25 октября 1555 поручил Аренбергу организовать от его имени уступку этих провинций Филиппу на торжественной ассамблее каждой из них. Филипп 30 ноября 1555 также поручил Жану принять присягу от Лингена, не участвовавшего в соответствующей церемонии в 1549 году.
30 ноября 1555 и 20 июля 1556 новый суверен утвердил Жана де Линя в его должностях. В ноябре 1556 Филипп поручил ему передать цепь ордена Золотого руна герцогу Брауншвейгскому, принятому в члены ордена в январе в Антверпене.
Жан де Линь участвовал в кампаниях 1557—1558 годов против французов: в первой он командовал тысячей всадников, во второй — трёхтысячным немецким пехотным полком. Сражался в битве при Сен-Кантене, где проявил храбрость и военный талант.
На созванном в начале 1559 года рейхстаге в Аугсбурге король поручил Аренбергу представлять Бургундский округ, а 9 августа назначил на важную должность походного маршала (maréchal de l'ost), вакантную после смерти графа дю Рё. При отъезде из Нидерландов Филипп раздал денежные награды местным сеньорам, отличившимся в последних кампаниях, и граф д'Аренберг получил шесть тысяч экю.
Като-Камбрезийский трактат восстановил мир в Нидерландах, и Жан де Линь сосредоточился на управлении провинциями, которые покидал только изредка. Так, в 1563 году правительница направила его в Льеж, князь-епископ которого Роберт де Берг решил отказаться от должности. Арренберг был послан с задачей добиться от капитула избрания угодного королю кандидата, каковым стал Жерар де Гросбек.
Жан де Линь был одним из опекунов Анны ван Эгмонт, дочери графа ван Бюрена, и первой жены принца Вильгельма Оранского. С Вильгельмом Молчаливым граф состоял в дружеских, но не слишком близких отношениях. В 1557 году он участвовал в заключении брака его сестры Марии фон Нассау с графом Ван ден Бергом.
В 1565 году император Максимилиан II возвёл графство Аренберг в ранг имперского княжества.
Аренберг отказался войти в лигу, образованную Вильгельмом, Эгмонтом и Хорном против кардинала Гранвеля, заявив, что с его стороны было бы несправедливо жаловаться на правительство, от которого он получал только милости, и что у него нет причин быть недовольным деятельностью Гранвеля. После этого между Аренбергом и оранжистами началась открытая вражда: Вильгельм потребовал у него выплатить несколько тысяч флоринов, которые Аренберг, по его мнению, был должен покойному графу ван Бюрену, а Жан де Линь, в свою очередь, выставил требование возместить расходы, которые он понёс за время опеки над первой женой Вильгельма. В ответ на упрёки Эгмонта, обвинившего князя в разглашении их замыслов, Аренберг ответил, что заговорщики сами виноваты в утечке информации, так как на своих встречах они ни о чём другом не говорили.
Одной из задач Филиппа II было избрание новых епископов в Нидерландах, для чего он добился соответствующего разрешения от папы Павла IV. Три из этих кафедр — Леувардена, Девентера и Гронингена — находились в губернаторствах Жана де Линя, и тот безуспешно пытался добиться от сословий принятия епископов, угодных королю. В докладе, представленном Маргарите Пармской в июле 1565, указывалось, что религиозная ситуация во Фрисландии, Гронингене и Оверэйсселе столь же сложная, как и в Брабанте и Гелдерне, а различные ереси расплодились чрезвычайно.
Вызванный в Брюссель вместе с другими губернаторами и членами ордена, Аренберг участвовал в марте-апреле 1566 в обсуждении возражений нидерландской знати, вызванных ужесточением религиозной политики. Он высказался за отмену инквизиции и смягчение угроз еретикам, объявленных в афишах, но был против позиции оранжистов, добивавшихся супрематии ассамблеи Генеральных штатов и Госсовета над личным и финансовым советами правительницы, полагая, что объединение сословий принесёт больше вреда, чем пользы, а концентрация полномочий в руках Госсовета создаст больше затруднений, чем их делегирование отдельным органам.
Наконец, он высказался за отправку маркиза де Берга и барона де Монтиньи в Испанию с целью информирования короля о положении в стране. После августовских погромов Аренберг заверил правительницу в своей поддержке. Между тем положение продолжало осложняться, и особенное недовольство губернатора вызывали действия буржуазии Леувардена, каждый день при бое барабанов маршировавшей с оружием и стрелявшей из аркебуз и пистолетов прямо под стенами его резиденции.
16 октября Аренберг встретился в Ло с графом ван Мегеном, губернатором Гелдерна и Зютфена. На совещании они пришли к выводу, что положение можно исправить только силой оружия, и обратились к правительнице с просьбой позволить каждому набрать по пятнадцать знамён пехоты и шестьсот всадников. Маргарита 23 октября ответила, что на это нет средств, и приказала повременить с решительными действиями.
19 ноября, получив указания от короля, герцогиня Пармская дала знать Аренбергу, что тот может набрать четыре знамени пехоты по двести человек в каждом, а 22-го, получив от брата дополнительные средства, распорядилась собрать 1500 человек, распределив их по пяти знамёнам.
В начале октября Аренберг покинул Леуварден, где население игнорировало его приказы, и удалился в Хасселт, затем в Линген, рассчитывая вернуться, собрав достаточные для этого силы.
26 декабря Жан де Линь вступил в Зволле; в этом городе имела место протестантская агитация, но актов насилия над святыми местами не учинялось, и князь пообещал магистрату забыть о произошедшем, если жители вернутся к исполнению католического культа. Затем он перешёл в Бергум, в одном лье от Леувардена, и 6 января 1567 приказал капитанам собрать свои части для наступления. Жители Леувардена направили к нему делегацию с предложением сосуществования двух религий, но Аренберг предложение отверг, потребовал изгнания лютеранских проповедников из пределов своей юрисдикции, а от населения — восстановления католических церквей, возмещения нанесённого ущерба и сдачи артиллерии и военного снаряжения. Взамен он обещал, что не будет вводить в город войска, за исключением личного эскорта из 50 всадников (15 января).
20 января он вступил в город, оставив пять знамён в Бергуме. Через несколько дней секретарь Бредероде, Иплендам, не побоялся прибыть в город для возобновления оранжистской пропаганды, но 31 января был арестован и помещён в замок, где удерживался, несмотря на протесты свои и своего хозяина.
Герцогиня Пармская не утвердила соглашение от 15 января, потребовав внести в них изменения, а после того, как бургомистры отказались это сделать, денонсировала договор, приказав 3 марта занять город силами двух из своих рот. Усмирить Гронинген и Девентер оказалось сложнее, и это было достигнуто только после прибытия в Голландию Нуаркарма с несколькими полками, изгнания Бредероде из Вианена, и его бегства из Амстердама, куда Аренберг привёл войска.
7 июня он занял Гронинген силами четырёх верхненемецких знамён. Магистраты Девентера заявили, что проявляют терпимость к новой религии только ради обеспечения гражданского мира, что католические святые места в городе остались неприкосновенны, и что горожане не участвовали ни в каких лигах и конфедерациях, и настаивали, чтобы в город не вводились войска. Аренберг поддержал их просьбу, и правительница, с некоторыми оговорками, согласилась на их условия.
Авторитет королевской власти и старой религии был восстановлен во Фрисландии, Гронингене и Оверэйсселе, так как прочие города последовали примеру столиц.
В июне Аренберг отправился в Брюссель. Король приказал ему исполнять должность походного маршала в армии, которую привёл в Нидерланды герцог Альба. 8 августа 1567 Жан де Линь присоединился к герцогу в Арлоне, затем сопровождал его в Намюр, Лувен и Брюссель. 9 сентября он присутствовал на совете, по итогам которого были арестованы графы Эгмонт и Хорн. Аренберг, вместе с Мансфельдом и Берлемоном протестовал против этого решения, так как оно нарушало иммунитеты рыцарей Золотого руна. В следующем месяце Карл IX, которого принц Конде захватил врасплох в Мо, обратился за помощью к Альбе и герцогине Пармской, и те направили во Францию Аренберга с 15 сотнями всадников. Граф, которого маркиз де Виллар встретил между Камбре и Бове, чтобы сопроводить к королю, прибыл в Париж в конце ноября. К этому времени гугеноты были разгромлены при Сен-Дени, французский двор перестал нуждаться в иностранной помощи, и отряд Аренберга был с благодарностью отослан обратно в Брюссель.
Вскоре князю д'Аренбергу пришлось срочно отправляться в своё губернаторство. 24 апреля 1568 граф Людвиг фон Нассау вторгся в провинцию Гронинген во главе 7000 пехотинцев и нескольких сотен кавалерии, сформированных, в основном, из нидерландских беженцев, укрывшихся в Эмдене и его окрестностях. Первым был захвачен принадлежавший Аренбергу замок Ведде, расположенный на самой границе области, затем мятежники двинулись на Дам. При этом известии Альба приказал Аренбергу ехать из Брюсселя во Фрисландию, где под его начало поступал испанский полк дона Гонсало де Бракамонте, а графу ван Мегену было приказано оказывать содействие операциям Аренберга.
По прибытии в Волленховен Жан де Линь был прикован к постели приступом подагры, но это не заставило его отказаться от личного руководства экспедицией. До Леувардена он был доставлен на лодке. А оттуда до Гронингена — на носилках. В этом городе собрались его войска, в состав которых, кроме испанцев Бракамонте, входили четыре пехотные роты из Леувардена и Снека, и верхненемецкая рота из Олдензала.
Несмотря на плохое самочувствие, князь 21 мая поднялся на коня и возглавил марш на Делфзил, где укрепился противник. В тот день он расположился в аббатстве Виттерверум, близ Дама. После нескольких стычек, перевес в которых оставался за королевскими войсками, Людвиг фон Нассау в ночь с 22 на 23-е приказал отступать. К середине дня 23-го он достиг Хейлигерле, в трёх лье от Делфзила. В этот момент кавалерия ван Мегена была в пяти-шести часах хода, а пехота следовала за ней на расстоянии нескольких лье. Если бы Аренберг дождался их подхода, войска графа Нассауского были бы почти наверняка уничтожены.
По мнению одних авторов, испанская пехота не захотела ждать подкрепления, и первой бросилась в атаку, по мнению других, Аренберг сам отдал приказ о наступлении из-за своей природной горячности и опасения того, что враг может уйти. Сражение началось атакой испанцев, которую противник отразил. Откатившись в беспорядке назад, испанцы расстроили ряды немецкой пехоты, ещё не завершившей боевое построение. Аренберг тщетно пытался восстановить порядок. Под ним была убита лошадь, и он пересел на другую. Говорили, что он собственноручно убил Адольфа Нассауского, брата Людвига, но вскоре его самого окружили враги, и после ожесточённой схватки Антон ван Зоте, сеньор Хаутена, нанёс ему смертельный удар.
Гибель предводителя решила исход дня. Королевские войска бежали, бросив артиллерию, обоз, деньги для уплаты жалования, и потеряли много людей пленными. С убитого князя сняли инсигнии Золотого руна, которые были отосланы принцу Оранскому в Страсбург. Останки были погребены в монастырской церкви в Хейлигерле.
Гибель князя д'Аренберга рассматривалась в католическом лагере как большая потеря для дела веры и короля. Во времена гражданской войны непреклонная верность присяге была редким явлением, и Жан де Линь был одним из немногих вельмож, ни разу не изменивших своему долгу.
Брантом, видевший князя при дворе Карла IX, даёт ему благожелательную характеристику, называя приятным сеньором, довольно искусным в речах, очень хорошо владевшим французским и ещё несколькими языками.

## Семья
Жена (18.10.1547): Маргарита де Ламарк (15/16.02.1527—18.02.1599), суверенная графиня д'Аренберг, дочь Роберта II де Ламарка, сеньора д'Аренберга, и Вальбурги ван Эгмонт-Бюрен
Дети:
- Князь Шарль д'Аренберг (1550—1616). Жена (1587): Анна де Крой (1564—1635), герцогиня ван Арсхот и де Крой, принцесса де Шиме, дочь Филиппа III де Кроя, герцога ван Арсхота, и Йоханны Генриетты ван Халевин
- Маргарита де Линь (24.02.1552—24.02.1611), графиня д'Аренберг. Муж (7.06.1569): Филипп II де Лален (ум. 1582), барон д'Экорне. Расчетвертовала свой герб, поместив в 1-ю часть герб де Линей, во 2-ю де Ламарков, в 3-ю де Барбансонов, и в 4-ю — д'Аренбергов
- Эммануэль де Линь (1.03.1556—15.06.1561)
- Антуанетта-Вильгельмина де Линь (1.03.1557—26.02.1626), называемая д'Аренберг. Муж (10.12.1577, Бонн): граф Салентин IX фон Изенбург-Гренцау (ум. 1610). Ради этого брака отказался от избрания Кёльнским архиепископом
- Кристиан де Линь (12.08.1560—12.05.1566)
- Роберт де Линь (11.11.1564—2.03.1614), граф и князь д'Аренберг, барон де Барбансон, граф д'Эгремон, сеньор де Ла-Бюссьер и де Мерб. Носил четвертованный герб: в 1-й и 4-й частях противочетвертованные гербы де Линей и де Барбансонов, во 2-й и 3-й — де Ламарков, и поверх всех герб д'Аренбергов. Владение Барбансон было возведено для него в ранг княжества жалованной грамотой эрцгерцогов Альбрехта и Изабеллы от 8.02.1614. Жена (06.1588): вильд- и рейнграфиня Клаудия фон Зальм (1569—1632), единственная дочь графа Иоганна-Филиппа фон Зальма, вильд- и рейнграфа Дауна и Кирбурга, и Дианы де Доммартен